# Starzyny (województwo śląskie)
Starzyny – wieś w Polsce położona w województwie śląskim, w powiecie zawierciańskim, w gminie Szczekociny. W budynku OSP Starzyny znajduje się Wiejskie Centrum Kultury, kafejka oraz biblioteka.
W dobie Sejmu Wielkiego Starzyny należały do powiatu lelowskiego.
W połowie XX w. w Starzynach istniała poczta oraz gmina, obejmowała ona m.in. takie wsie jak Wólka Starzyńska, Brzostek, Przyłęk.  
W latach 1975–1998 miejscowość położona była w województwie częstochowskim.

## Nazwa
Miejscowość była wzmiankowana w formach Starzin (1376), Starzini (1470-80), Starzyn (1789), Starzyny (1827). Jest to nazwa topograficzna wywodząca się od słowa starzyna ‘stary grunt od dawna leżący odłogiem’ lub nazwa dzierżawcza od nazwy osobowej Starza.